# Tegs kommunala realskola
Tegs kommunala realskola var en kommunal realskola i Teg verksam från 1955 till 1962.

## Historia
Skolan bildades som en kommunal realskola 1955
Realexamen gavs från 1958 till 1962.
Skolbyggnaden användes efter realskolan av Tegs centralskola.